# IC 4740
IC 4740 је спирална галаксија у сазвјежђу Паун која се налази на листи објеката дубоког неба у Индекс каталогу.
Деклинација објекта је - 68° 21' 36" а ректасцензија 18h 43m 0,5s. Привидна величина (магнитуда) објекта IC 4740 износи 14,6 а фотографска магнитуда 15,3. IC 4740 је још познат и под ознакама ESO 71-20, PGC 62306.